# 김행희
김행희(1966년 12월 12일~)는 롯데 자이언츠에서 뛰었던 전 야구 선수로, 재일교포다. 미혼마쓰 고등학교를 졸업했으며, 통산 3경기 2타석 1타수 무안타 1볼넷 1득점을 기록했다.
한편, 1988년 올림픽 일본 야구팀 대표로 선발됐으나 재일동포란 이유로 올림픽 직전 탈락했고 1992년 시즌 초까지만 해도 장거리타자로 기대를 한몸에 받았지만 고질적인 팔꿈치 고장 탓인지 제 기량을 발휘하지 못하여  이 해를 끝으로 일본으로 돌아갔다.

## 같이 보기
- 1992년 롯데 자이언츠 시즌